# Abuna Yemata Guh
Abuna Yemata Guh és una església monolítica situada al woreda Hawzen de la regió de Tigray, Etiòpia. Es troba a una alçada de 2,580 metres (8,460 ft) i s'hi ha de pujar a peu per arribar-hi. Destaca per la cúpula i les pintures murals del segle V i la seva arquitectura.

## Característiques
L'església és una de les "35 esglésies tallades a la roca, la concentració més gran a tot Etiòpia". Està situada a l'antiga Gar'alta woreda. A l'entrada s'hi arriba per una forta i arriscada pujada agafant-se amb mans i peus a la roca. Els visitants han de travessar un pont de pedra natural amb un desnivell d'aproximadament 250 m. entre banda i banda, i després una estreta passarel·la de fusta final. Una ascensió extenuant és seguida d'una pujada per una paret de roca vertical que depèn totalment de les grapes i els peus (sense suport addicional) coronada amb una caminada per una cornisa de 50 cms. d'ample davant d'un penya-segat de 300 metres (980') de desnivell. Els pilars d'empeus estan formats per gresos d'Enticho i d'Adigrat, que són les últimes restes erosionades d'una formació de gres o pedra arenisca, que antigament cobria el soterrani precambrià.

## Història
Segons la llegenda local, l'església va ser tallada al segle VI i dedicada a Abuna Yemata (també conegut com Abba Yem'ata ), un dels Nou Sants. Tradicionalment es creu que els Nou Sants van ser originaris de Roma, Constantinoble i Síria entre finals del segle V i principis del VI segle.

## Pintures devotes

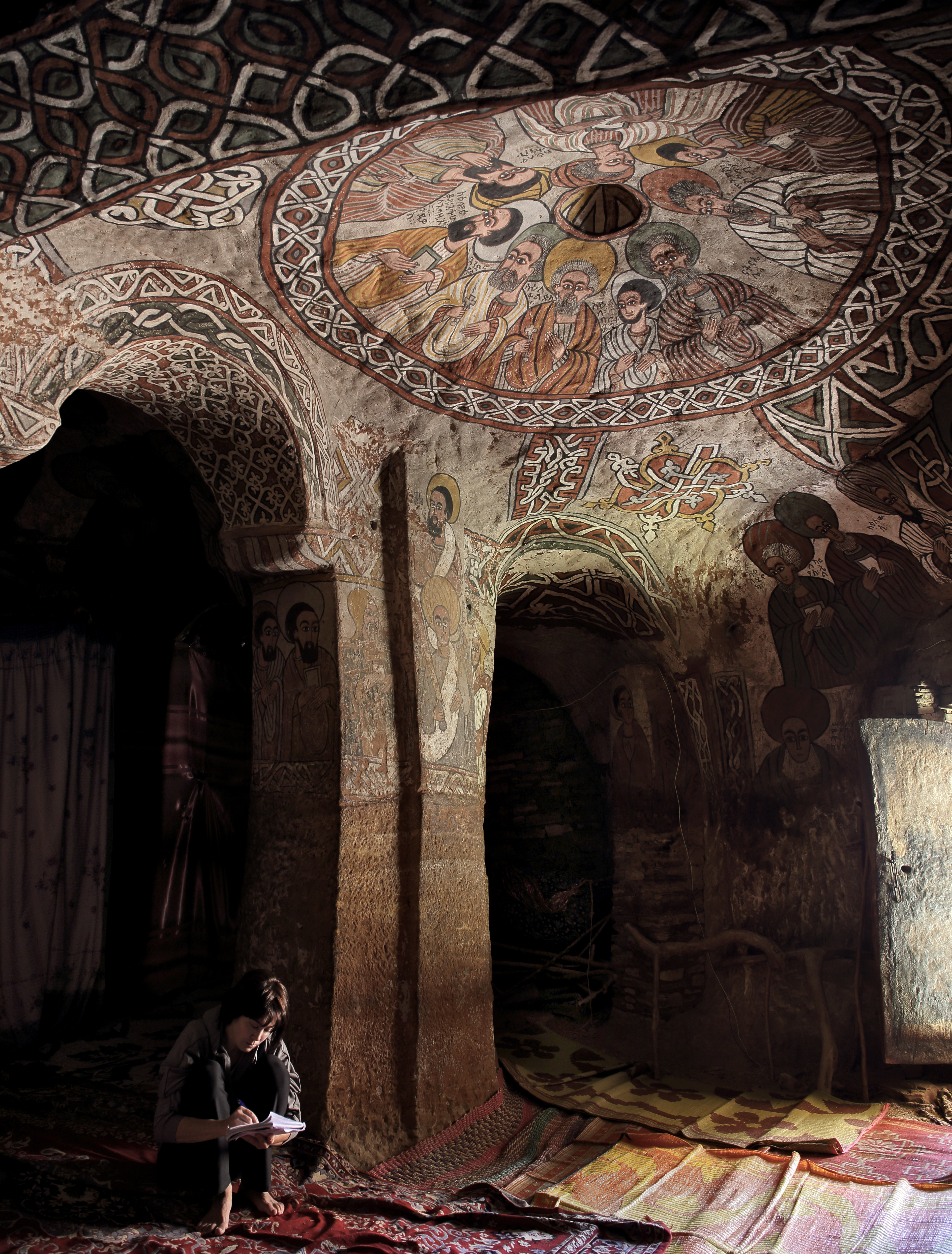
Interior de l'església

Les pintures de les parets i cúpules de l'església es conserven en un estat raonable. Es va dur a terme un ampli estudi per entendre el motiu d'aquest fenomen. El disseny de les traceries de l'església replica les que es troben a les esglésies properes de Gher'alta, com l'església de Debre Tsion. Hi ha més pintures que representen figures de l'Antic Testament que de les del Nou Testament. L'aire sec i la manca d'humitat han conservat aquests frescos en la seva perfecció original. Les pintures es remunten a les traces inicials del cristianisme a Etiòpia amb temes sobre els nou sants i els dotze apòstols. Les icones més antigues tenen forma de díptics i tríptics que es remunten al segle XV.